# Manto tupinambá

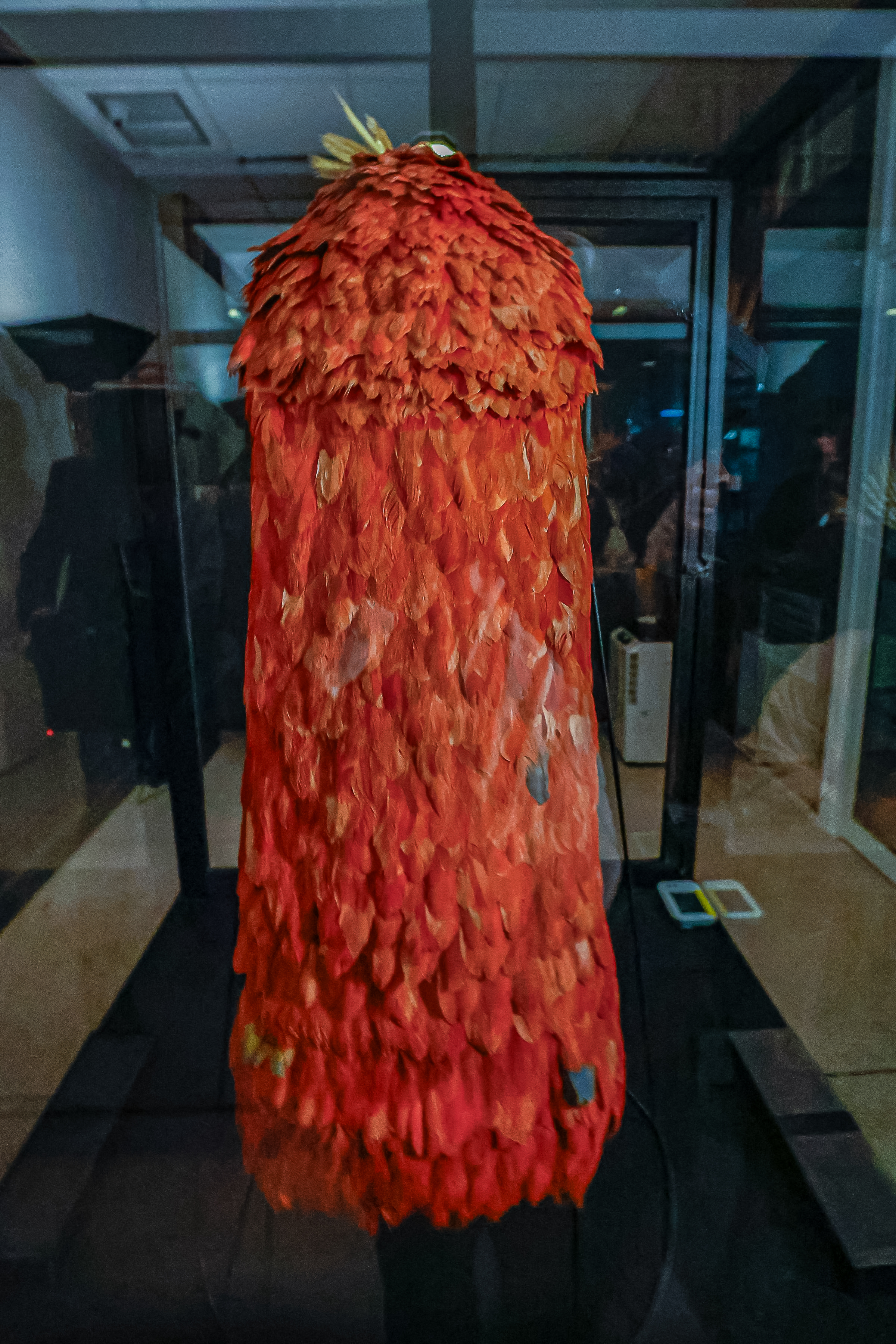
Manto Tupinambá na Biblioteca do Museu Nacional, no Rio de Janeiro. A peça possui mais de 300 anos e foi devolvida pelo governo da Dinamarca para repor o acervo perdido destruído em um incêndio em 2018.

Um manto tupinambá ou açoiaba tupinambá é uma vestimenta sagrada para alguns povos indígenas brasileiros, utilizada em diferentes cerimônias e rituais e produzida com penas de aves. Em 2024, eram reportados 11 mantos confeccionados nos séculos XVI e XVII, feitos de penas vermelhas de ave guará e fibra vegetal. Dez deles se encontram em cinco países da Europa, sendo um na Bélgica, quatro na Dinamarca, um na França, três na Itália e um na Suíça. Um dos mantos que estava na Dinamarca foi devolvido ao Brasil em julho de 2024.

## Arte plumária indígena brasileira

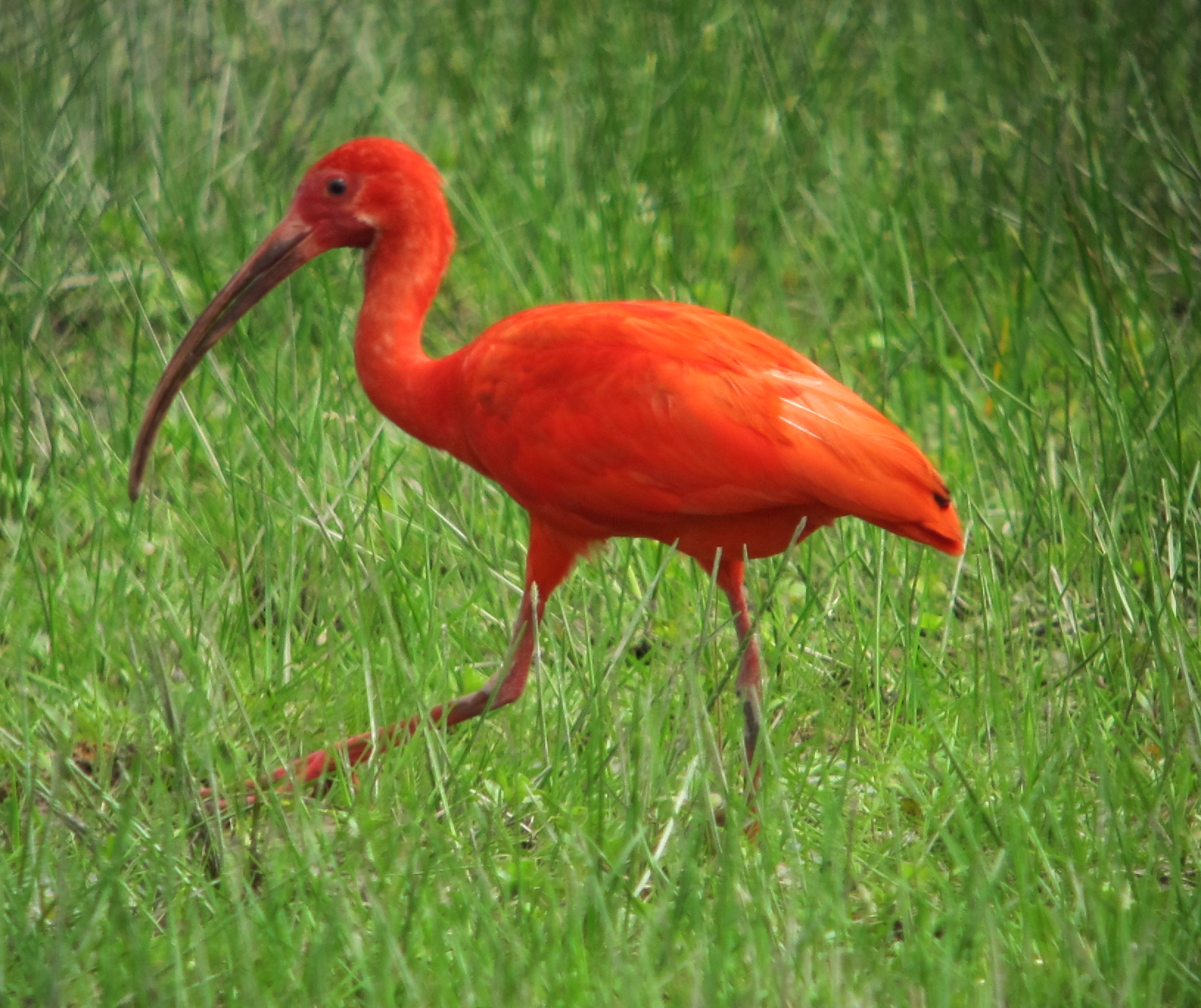
Ave Guará, cujas penas são utilizadas na confecção dos mantos. A coloração avermelhada de sua plumagem advém do caratenóide astaxantina, encontrado em sua alimentação, que baseia-se em camarão, pequenos caranguejos, crustáceos e moluscos.

Arte plumária indígena brasileira é resultado do processo artesanal de confecção de adornos corporais, enfeites e objetos utilizados pelos povos indígenas. Produzidas essencialmente com penas de aves, os estilos das peças variam entre as diferentes culturas, seguindo padrões estabelecidos pelas tradições de cada povo. Entre os objetos plumários para adorno corporal, podemos citar cocares, diademas, braçadeiras, brincos, peitorais, colares, pulseiras, além de suntuosos mantos, utilizados exclusivamente nas grandes cerimônias e rituais públicos.
Após a sua chegada ao Brasil, os europeus ficaram impressionados com a originalidade e exuberância da plumária indígena, especialmente dos povos Tupinambás. No caso dos mantos, destaca-se o uso de penas da ave Guará, de coloração vermelha, além de penas de papagaio.

## Nas relações coloniais
A chegada de Cristovão Colombo à América inaugurou uma nova possibilidade de relações comerciais no mundo. Na sequência, ainda nos primeiros anos do século XVI, o Brasil é inserido neste comércio através dos contatos entre os europeus e os indígenas da costa.  No início ocorreram trocas de alimentos nativos por objetos diversos vindos da Europa, como machados e outras ferramentas de ferro, até então desconhecidas pelos indígenas. Com as relações consolidadas, um item passa a ser o protagonista desse comércio, o pau-brasil, destacando-se também o interesse português por animais, como papagaios e macacos.
O manto tupinambá foi um dos itens que circulou nesse comércio atlântico. A maioria dos mantos chegou ao continente europeu através de saques, relações diplomáticas ou comércio com os Tupinambá durante o período colonial. Eram tratados como objetos exóticos e de coleção.
Essas peças da cultura nativa passaram por diversas mãos até chegar aos museus onde hoje se encontram. Uma das vias através das quais os mantos chegaram à Europa foi através de colecionistas, sendo um dos mais conhecidos o conde Johann Moritz von Nassau-Siegen, que foi o governador holandês do Brasil, conhecido como Mauricio de Nassau. Sofia de Hanôver, sua sobrinha, foi retratada pela pintora Louise Hollandine van de Platz caracterizada como uma indígena sul-americana usando um manto de penas.  Provavelmente este objeto remonta aos que ela trouxe consigo quando do retorno de Nassau a Haia em 1644.
Uma outra forma com que esses mantos chegaram ao continente europeu foi através das diversas trocas de presentes que ocorreram entre os indígenas e os conquistadores. Durante o século XVI, com o objetivo de estabelecer a França Antártica, o explorador francês Nicolas Villegagnon foi enviado para o litoral do Rio de Janeiro, acompanhado de seu capelão, o franciscano André Thevet. Apesar da brevidade do empreendimento, eles foram responsáveis por escrever diversas histórias e crônicas sobre os costumes dos Tupinambás. Nelas, haviam relatos sobre essas trocas entre os franceses e os indígenas, realizadas com o intuito de construir alianças. Dentre tais presentes, estava o exemplar de um manto. Essa peça foi levada pelo próprio André Thevet que, em seus escritos, declarou estar impressionado com a criatividade dos nativos. Além disso, ele transcreveu que recebeu o artefato de Cunhambebe, principal liderança Tupinambá na época, juntamente com outros objetos pessoais.

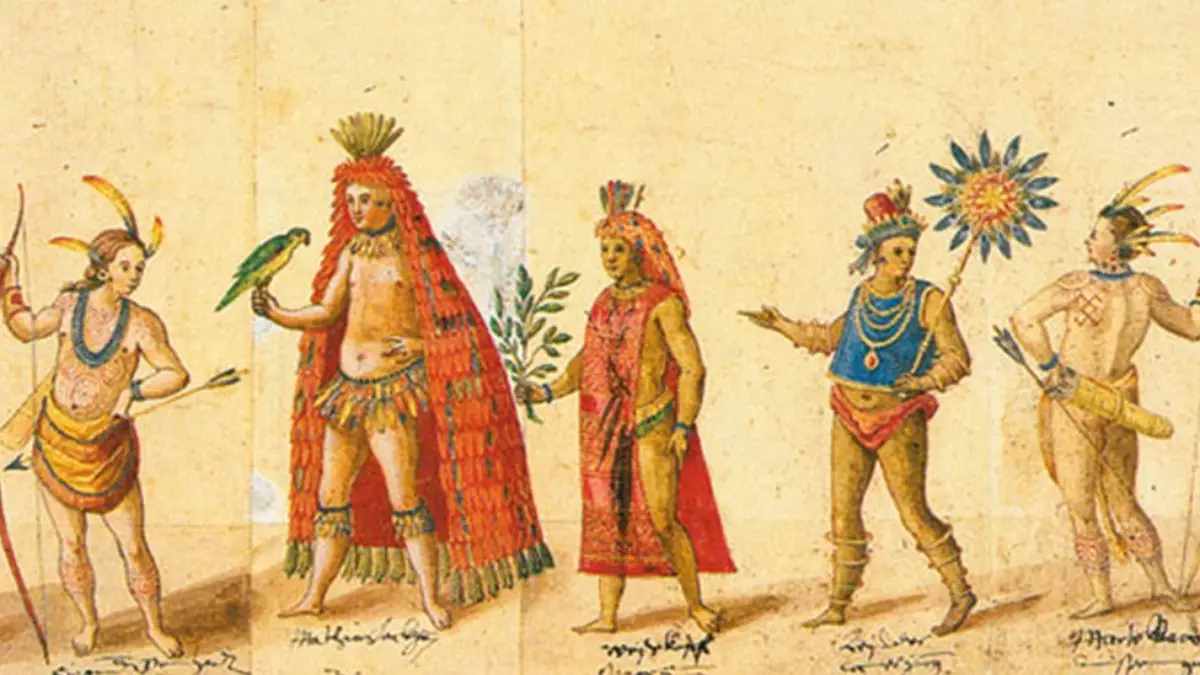
Manto tupinambá na procissão "Rainha da América", ocorrida no ducado de Wurttemberg, na celebração de carnaval de 1599. Sua presença na festividade ilustra que o colonialismo também resultou na inserção de elementos ameríndios na cultura e na mentalidade europeia.
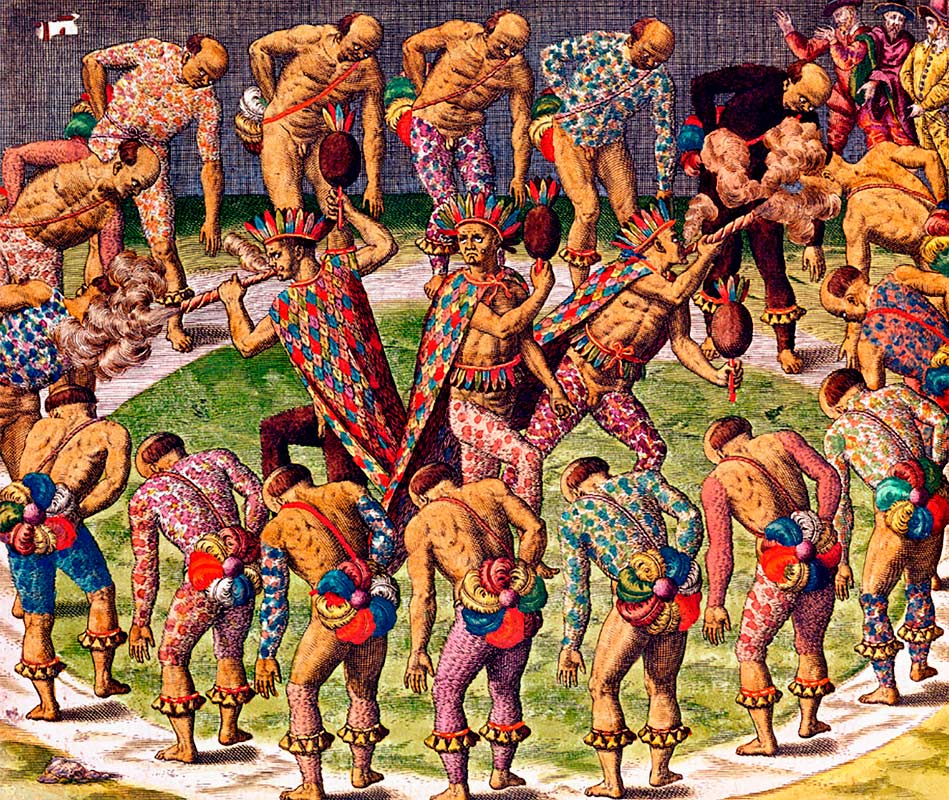
O manto em cerimônia religiosa de indígenas tupinambás em gravura de Theodor de Bry, de 1592. Relatos dos séculos XVI e XVII reforçam que o uso de ornamentos de origem animal em cerimônias e rituais foram informações usadas por europeus na formulação de ideias que atribuíam aos povos indígenas um caráter "selvagem", na tentativa de legitimar a colonização.
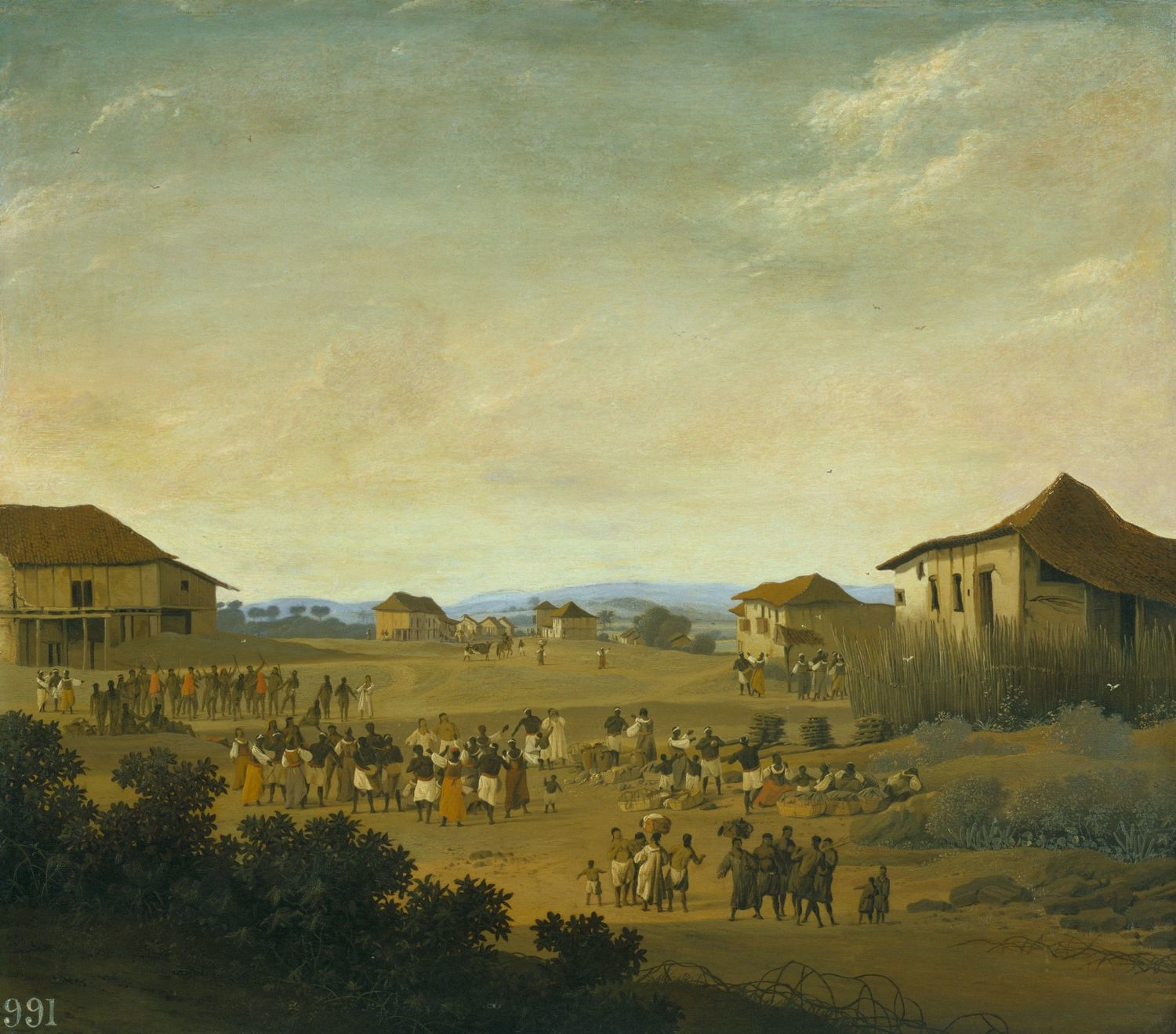
"Uma vila no Brasil", por Frans Post. Ao fundo, à esquerda, podem ser vistos indígenas usando o manto em meio a um grupo. Observa-se que os mantos utilizados pelos povos originários possuem comprimentos distintos dos exibidos em representações artísticas europeias.
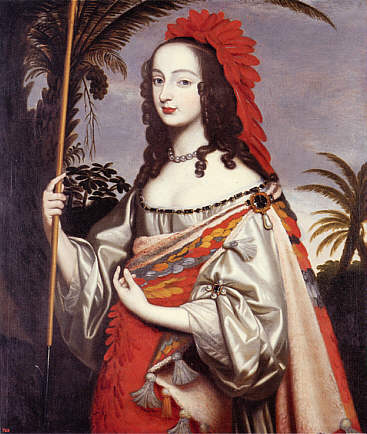
Sofia de Hanôver representada como índia sul-americana. A pintura, realizada à óleo, foi feita no ano de 1652, por sua irmã, Luísa Holandina do Palatinado.[9] Sofia aparece adornada com vestimentas fazem alusão ao manto, referência baseada em experiências e narrativas contadas por seu tio, João Maurício de Nassau, governador-geral da colônia holandesa no Brasil, entre os anos de 1637 e 1643.

## Na atualidade
Atualmente, existem novos exemplares do manto que começaram a ser confeccionados por Glicéria Tupinambá após uma extensa pesquisa junto ao seu povo. O primeiro produzido pela artista está exposto na coleção "Os primeiros brasileiros", organizada pelo antropólogo João Pacheco de Oliveira, no Museu Nacional.  
Na atualidade, o manto tupinambá apresenta várias dimensões; trata-se de objetos sagrados que, mesmo na distante Dinamarca, nunca deixaram de habitar o mundo dos encantados. Segundo a lenda tupinambá, são entidades sobrenaturais que habitam a mata, dessa forma, espiritualmente, ele estava presente mesmo que esquecido. Esses encantados se manifestam no plano terreno por sonhos e visões. Em 2006, Glicéria relatou que conduzida por sonhos recebidos dos encantados ela inicia a confecção de um novo manto. A devolução do manto pela Dinamarca restabelece, no presente, as qualidades de artefatos dotados de atributos espirituais com poder xamânico implícito.
Outra dimensão aponta para o manto como construção de identidade; símbolo de resgate cultural; a retomada da produção de mantos e os saberes advindos do processo reativa as tradições; os costumes e a ancestralidade, contato com a língua antiga, a relação com a natureza e a memória tupinambá em constante reinvenção. Trata-se de um ícone da identidade política e espiritual, por isso deve ficar próximo ao povo que os confeccionou. A materialização dos saberes imateriais, orais em um objeto que carrega grande valor simbólico acaba por configurar novos sujeitos políticos dentro e para a comunidade.  
A ação política está relacionada com o território que ganha outro significado, e catalisando a luta pela demarcação definitiva das terras, objeto de constantes ações violentas por parte de fazendeiros e agentes do turismo.  Para Glicéria, “quando os colonizadores levaram o manto retiraram nossa força”, o retorno do  manto restabelece o espírito de luta.
Em sua poética artística, Glicéria “ gira em torno dos aspectos rituais no cotidiano, da presença de elementos ancestrais, de técnicas com apropriação da montagem do manto, o situacionismo, a contextualização, a ação plástica e uma ação quase jurídica (sua influência no retorno do manto)”. Para expor o  objeto sagrado respeitando sua natureza espiritual e comunitária, Glicéria alegou receber orientações dos Encantados por meio de sonhos. Para quem o produziu, houve dificuldades de acesso devido à sua exposição como mero objeto.   
Durante a visita ao manto de Paris, foi possível ver de perto a técnica antiga de confecção, daí a percepção que a feitura cabia às mulheres, portanto atesta Glicéria que o manto tem alma feminina. Desse modo a exposição KWÁ YEPÉ TURUSÚ YURIRI ASSOJABA TUPINAMBÁ teve um debate de caráter decolonial e de gênero.  Na atualidade, o manto tem se tornado símbolo também de disputas. Em Maio do ano 2000, na ocasião das comemorações da chegada de Cabral ao Brasil em São Paulo, após verem o manto de Copenhague pela primeira vez, os líderes da comunidade indígena de Olivença na época, Nivalda Amaral de Jesus e Aloísio Cunha Silva, tiveram a ideia de começar um movimento pelo seu retorno à comunidade, o que se seguiu a episódios de protestos. A partir disso, o manto toma proporções de esforços pelo resgate da identidade étnica e histórica como marcador principal e força espiritual.   
A exposição do manto tupinambá no museu da Dinamarca contribuiu para uma visão exótica das culturas indígenas, além de trazer para o centro das discussões atuais uma reivindicação da sua importância cultural, propondo um novo olhar sobre a história da arte no Brasil, que inclua e valorize as contribuições indígenas. O seu retorno não apenas iluminou a história e a significância do manto tupinambá, mas também desafiou a quem presenciou sua volta, a reconsiderar as práticas museológicas e a posição dos museus na sociedade, mostrando como a história e a museologia podem ser instrumentos de justiça social e reconhecimento cultural, afinal, o manto ainda se mostra relevante e potente para seus produtores originais e posteriores proprietários.

## Retorno ao Brasil

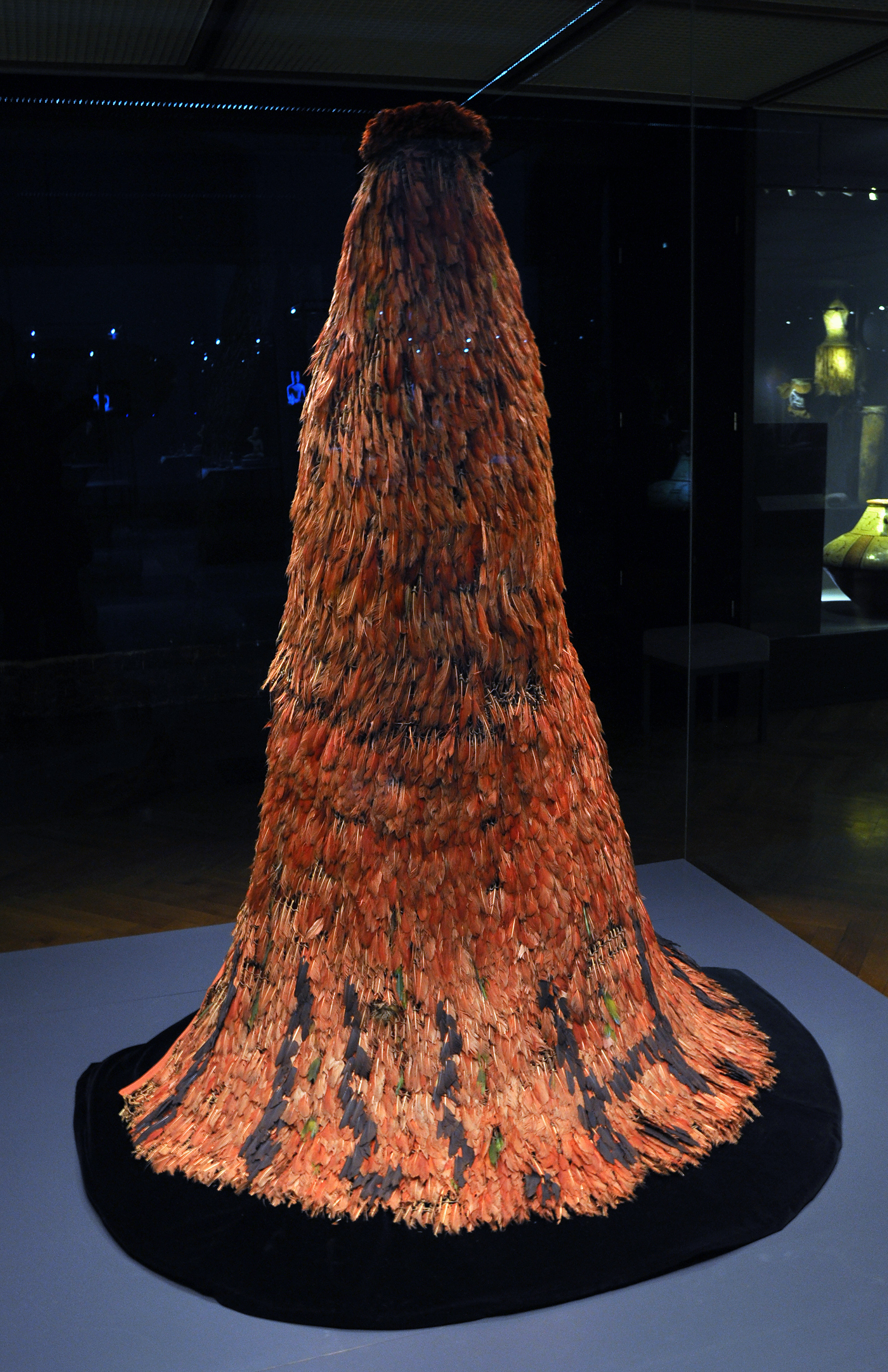
Manto tupinambá do século XVI, em exposição no Museu de Arte e História da Bélgica, em Bruxelas. A indumentária sagrada tem suas raízes na elaborada arte plumária dos povos indígenas do Brasil.

Por ocasião da Mostra do Redescobrimento, Brasil 500 Anos, realizada no Parque Ibirapuera, em São Paulo, no ano 2000, um dos mantos existentes na Europa foi trazido do museu de Copenhagen (Dinamarca) para ser exposto naquela oportunidade. Após anos de negociação, este manto retornou ao Brasil. Trata-se do exemplar mais bem conservado que se tem notícia, que estava localizado na Dinamarca desde pelo menos 1699 e compunha o acervo do Museu Nacional da Dinamarca.
O Museu Nacional da Universidade Federal do Rio de Janeiro confirmou a chegada do manto Tupinambá no dia 11 de julho de 2024, mais de um ano depois da aprovação de seu retorno. As negociações para a devolução do objeto envolveram esforços entre Ministério das Relações Exteriores, Ministério da Cultura, Ministério da Educação e Ministério dos Povos Indígenas.
Embora a discussão acerca do retorno dessa peça tão importante não seja recente, pois já era uma pauta do povo Tupinambá desde 2000, só foi feita uma reivindicação oficial solicitando o retorno do artefato no início da década de 2020. A solicitação veio do embaixador do Brasil na Dinamarca, Rodrigo de Azeredo Santos, que, segundo ele, costurou discretamente o processo de devolução. De acordo com as declarações de Santos, ele se responsabilizou por reunir os documentos necessários para formalizar o pedido. Foram três cartas entregues pelo embaixador a Eske Willerslev, sendo essas escritas pela cacica Maria Valdelice Amaral de Jesus, pelo cacique Rosivaldo Ferreira da Silva, o Babau, outro líder dos tupinambás de Olivença, e pela direção do Museu Nacional. Willerslev, por sua vez, se sensibilizou com as correspondências e levou a reivindicação aos membros do conselho do museu dinamarques, que recomendaram ao ministério da Cultura da Dinamarca que organizasse a devolução da relíquia. 
A devolução do manto foi anunciada em junho de 2023, após cerca de um ano de negociações. Para o diretor do Museu Nacional, Alexander Kellner, trata-se de um "importantíssimo objeto cultural brasileiro, que significa tanto para tantas pessoas, é até agora a contribuição mais significativa para a nova exposição do primeiro museu do Brasil. Vamos homenageá-lo, valorizá-lo e torná-lo acessível aos povos indígenas”. Em nota oficial, o Nationalmuseet também destacou a iniciativa como uma “contribuição única e significativa” para a recuperação do acervo brasileiro, tendo em vista o trágico incêndio que o museu brasileiro sofreu em 2018.
A chegada do manto no Brasil tem gerado uma série de controvérsias. Apesar da fala de Kellner em 2023, algumas lideranças indígenas não estão satisfeitas com a sua recepção. A artista e antropóloga Glicéria Tupinambá, por exemplo, afirmou que o item não está sendo tratado com o cuidado que lhe é devido e que, mesmo fazendo parte do Grupo de Trabalho do Ministério dos Povos Indígenas para a recepção do manto, ela só foi informada sobre sua chegada depois que ele já estava no museu.
Para celebrar o seu retorno ao Brasil, o manto tupinambá ou assojaba foi o enredo de 2025 da escola de samba paulista Acadêmicos do Tucuruvi. Foi um momento especial de celebração para um povo já em festa pelo retorno dessa relíquia apartada do solo brasileiro. Apesar de ainda não exposto ao público, o manto tupinambá já se encontra em território Fluminense, no Museu Nacional. Maiores detalhes sobre a peça devem ser divulgados em breve.
Em 12 de setembro de 2024, um manto original sagrado do povo Tupinambá, com mais de 300 anos, foi apresentado no Museu Nacional, no Rio de Janeiro.